# Osteria ai Pioppi

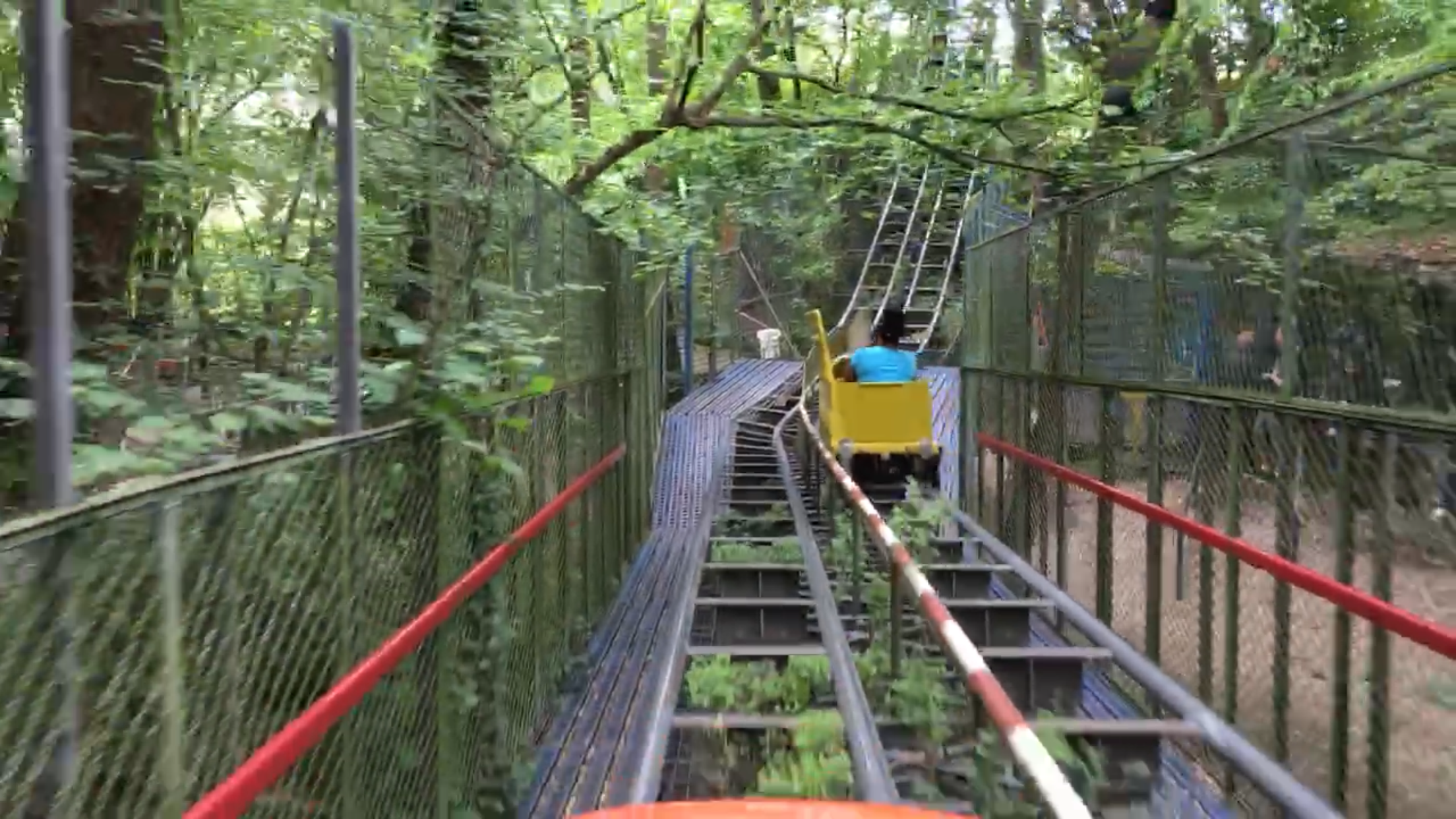
Fahrgerät im Freizeitpark Osteria ai Pioppi, 2017

Die Osteria ai Pioppi (Gasthaus zu den Pappeln) ist ein Restaurant in Nervesa della Battaglia, Italien. Die Hauptattraktion des Restaurants, das vom Ehepaar Marisa und Bruno Ferrin am 15. Juni 1969 eröffnet wurde, ist der angegliederte, kostenlos benutzbare und vom Inhaber selbst erbaute Vergnügungspark mit aktuell (Stand 2024) 50 muskelkraftbetriebenen Geräten.

## Geschichte

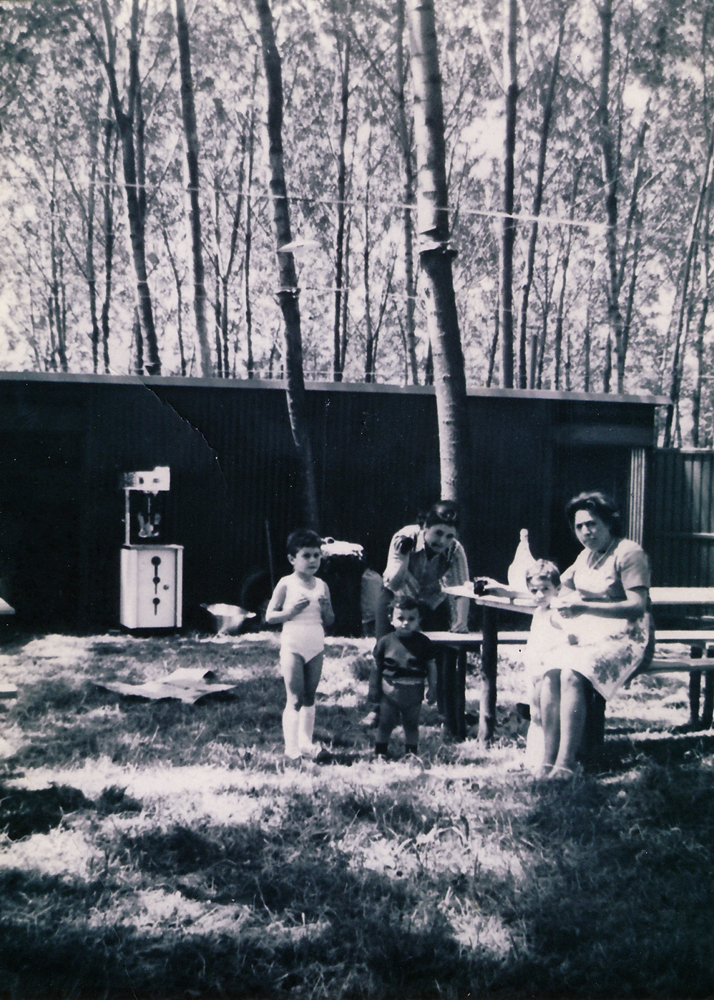
Bruno Ferrin mit seiner Familie, 1969

Im Juni 1969 begann das Restaurant als kleiner, von Bruno Ferrin und seiner Frau erbauter und betriebener Wurst- und Weinstand im Freien. Als Bruno Haken für eine Schaukel brauchte, wandte er sich an einen Schmied, doch ihm wurde gesagt, er könne die Haken selbst herstellen. Dies führte dazu, dass Bruno sich für das Schweißen interessierte und begann, für die Kinder, die sein Restaurant besuchten, aus Metallteilen Spielgeräte zusammenzubauen. „Das erste war eine Drei-Meter-Rutsche. Die Kinder hatten einen Riesenspaß. Ich überlegte mir: Wenn sie länger wäre, hätten sie doppelt so viel Spaß. Also habe ich noch eine gebaut. Nach ein paar Monaten hatte ich die dritte geschafft: 30 Meter. Jetzt misst die dreispurige Rutsche 60 Meter.“ Dieses Projekt wuchs, bis Bruno einen ganzen Vergnügungspark auf 30.000 Quadratmetern mit etwa 50 muskelkraftbetriebenen Fahrgeschäften errichtet hatte, der pro Saison etwa 50.000 Besucher verzeichnet. Bruno Ferrin, der nach der fünften Klasse von der Schule abging und bei der Marine fünf Jahre als Panzerungsmechaniker tätig war, arbeitet für neue Fahrgeschäfte mit einem technischen Designer und einem Ingenieurbüro zusammen. Da die Geräte – bis auf das so genannte Pendel, das mit einem 7-PS-Motor angetrieben wird – nicht elektrifiziert sind und aus Altmetall gebaut wurden, wurde der Park in den Medien auch als Ökopark bezeichnet. Der kostenlose Eintritt führte zur scherzhaften Bezeichnung „Gardaland der Armen“.

## Attraktionen
Eine Liste der Attraktionen, die auf dem Spielplatz vor dem Restaurant zu finden sind, umfasst:
- Todesfahrt[9]
- Rutsche mit Sprung
- 3-spurige Rutsche
- Vitruvianischer Mensch
- Rollenkurve
- Ballerina
- Hügel
- Bob

Die Bereiche im Parks sind nach Alter unterteilt: Es gibt Attraktionen für Kinder bis 6 Jahre, bis 10, bis 14, bis 18 Jahre sowie für Ältere. Der Gründer ist weiterhin – mit Unterstützung seines Neffen Francesco Calente – mit dem Neubau von Attraktionen beschäftigt.

## Rezeption in Film und Fernsehen
Die Geschichte des Erbauers Bruno Ferrin ist Gegenstand der 11-minütigen Dokumentation Ai Pioppi. Sie wurde von Luiz Romero, Coleman Guyon und Giacomo Pennicchi gedreht und vom Forschungszentrum Fabrica in Catena di Villorba in Treviso finanziert und produziert.
Das Pro7-Magazin Galileo sendete im August 2017 einen kurzen Beitrag über „Italiens spektakulärsten DIY-Freizeitpark“.
Das DW-Format Panorama Italien veröffentlichte einen Filmbeitrag unter dem Titel Vergnügungspark ohne Strom.
Der YouTuber Fynn Kliemann veröffentlichte auf seinem Kanal Kliemannsland im November 2023 die sechsteilige Reihe Road to Bruno – Alles kann Spielplatz sein über eine Reise zu dem Park.
Der Fernsehsender Rai 3 strahlte in seiner Sendung Caro Marziano am 5. Februar 2024 einen Beitrag über den Gründer des Freizeitparks aus.
Die Tageszeitung La Repubblica berichtete auf ihrem Online-Medienkanal am 17. April 2024 über 10 Min. über die Saison-Eröffnung im März.
Die oberitalienische Regionalzeitung Il Gazzetino würdigte das 55-jährige Jubiläum 2024 mit einem Video-Beitrag auf ihrem Online-Kanal.